# Vaccin contre la poliomyélite
Le vaccin contre la poliomyélite a pour but de prévenir une maladie causée par un virus appartenant à un sérotype de poliovirus. L'efficacité de ce vaccin destiné à prévenir la poliomyélite est élevée et ses effets secondaires sont le plus souvent sans gravité. Il fait partie des vaccins recommandés tout au long de la vie.

## Rappels
La poliomyélite est due à un virus parmi les 3 sérotypes de poliovirus. Il s'agit d'une maladie touchant le tractus gastro-intestinal et pouvant atteindre les tissus nerveux. La gravité est liée à la survenue d'une forme paralytique, de l’ordre de 1 pour 1 000 infections chez le petit enfant et de 1 pour 75 infections chez l’adulte.

## Historique
Un vaccin est développé par Jonas Salk en 1955. Parallèlement, en collaboration, Mikhaïl Tchoumakov en URSS 
de  1958-1959 a organisé la première production massive et les tests cliniques du vaccin contre la poliomyélite (VVACP) créé à partir de virus vivants atténués, développé par Albert Sabin. Cela fait de l’Union soviétique le premier pays à produire, breveter et largement utiliser ce vaccin très efficace qui a presque totalement éradiqué la poliomyélite du pays après seulement quelques années d'utilisation. Un  vaccin  est  développé  quasiment simultanément à  l'Institut Pasteur par le Professeur Pierre Lepine,,. Albert Bruce Sabin Invente le vaccin antipoliomyélitique oral dans les années 1960, quelques années après la mise au point du vaccin inactivé. Sabin a refusé de breveter son vaccin, renonçant à toute exploitation commerciale par les industries pharmaceutiques, afin que le bas prix garantisse une diffusion plus large du traitement et puisse être accessible à toutes les populations mondiales même les plus pauvres. 
Depuis 2019, grâce au soutien de la Fondation Bill-et-Melinda-Gates, un vaccin très bon marché est produit par Univercells pour les pays en voie de développement (Pakistan, Afghanistan, Nigéria). De fausses rumeurs dissuadent souvent les populations concernées de se faire vacciner.

## Caractéristiques
Le vaccin contre la poliomyélite existe sous forme inactivée ou atténuée. Le vaccin inactivé se compose d'antigènes viraux des 3 sérotypes. En France, seul le vaccin inactivé est disponible.
Le vaccin inactivé existe également sous forme combinée :
- aux vaccins contre la diphtérie et le tétanos (vaccin DTP) ;
- aux vaccins contre la coqueluche, la diphtérie et le tétanos (vaccin DTCP) ;
- aux vaccins contre la coqueluche, la diphtérie, les infections à Haemophilus influenzae et le tétanos (vaccin DTCP-Hib) ;
- aux vaccins contre la coqueluche, la diphtérie, les infections à Haemophilus influenzae, l'hépatite B et le tétanos (vaccin DTC-HepB-P-Hib).

Le vaccin inactivé est administré par voie intramusculaire, tandis que le vaccin atténué est disponible sous forme orale.

## Recommandations
En France, la primo-vaccination recommandée des nourrissons se compose de 2 injections à 2 mois d'intervalle, aux âges de 2 et 4 mois, suivies d'un rappel à l'âge de 11 mois. Les rappels ultérieurs recommandés sont aux âges de 6 ans puis entre 11 et 13 ans chez l'enfant. Par la suite chez l'adulte, les vaccinations sont recommandées aux âges de 25 ans, 45 ans et 65 ans, puis tous les 10 ans.
La primo-vaccination du nourrisson et le premier rappel sont obligatoires. Les rappels aux ages de 6 et 13 ans sont recommandés.

## Efficacité
Avec le vaccin inactivé, les anticorps apparaissent après la deuxième injection et persistent 5 ans après le premier rappel. L'efficacité clinique est de 85 %.

## Tolérance
Le vaccin inactivé est bien toléré, avec comme effets indésirables principaux des réactions au site d'injection, telles que douleur, érythème, induration et œdème. Avec le vaccin atténué, une paralysie peut exceptionnellement survenir, y compris dans l'entourage du sujet vacciné.
Les deux types de vaccins sont contre-indiqués en cas d'hypersensibilité à un de leurs composants, et la vaccination est à différer en cas de maladie fébrile ou d'infection aiguë. En outre, le vaccin atténué est également contre-indiqué en cas de déficit immunitaire (tel que le Sida ou la prise d'un traitement immunosuppresseur) chez le sujet à vacciner ou dans son entourage, ou en cas de maladie maligne évolutive.